# Ghosia Bazar
Ghosia Bazar is een nagar panchayat (plaats) in het district Bhadohi van de Indiase staat Uttar Pradesh.

## Demografie
Volgens de Indiase volkstelling van 2001 wonen er 15.778 mensen in Ghosia Bazar, waarvan 53% mannelijk en 47% vrouwelijk is. De plaats heeft een alfabetiseringsgraad van 38%.